# Full Tilt Poker
Full Tilt Poker was een pokersite opgericht in juni 2004. Op de website worden verschillende spelen aangeboden, onder andere Texas hold 'em, Omaha High en Hi-Lo, Razz, Seven Card Stud, Stud Hi-Lo, en "mixed games" waaronder H.O.R.S.E., HOSE en HA (Hold'em en Omaha).
De Full Tilt Online Poker Series (FTOPS) is Full Tilts-serie van online pokertoernooien. Tijdens de World Series of Poker bieden ze ook de Mini Series of Poker aan, waarin gespeeld kan worden voor 1/100 van de bedragen die op het toernooi van die dag moeten betaald worden.
Het bedrijf onderhoudt twee verschillende websites: FullTiltPoker.net biedt alleen spellen aan voor speelgeld. Deze spellen zijn ook beschikbaar Op FullTiltPoker.com naast de spelen voor echt geld.
Full Tilt Poker heeft in België geen licentie van de Kansspelcommissie. Belgische bezoekers worden doorgeschakeld naar de website van Pokerstars. Dit bedrijf bezit wel een vergunning.
Sinds 28 februari 2021 is de website niet meer actief.

## Full Tilt op televisie
Full Tilt Poker is of was de hoofdsponsor van een aantal pokershows, waaronder:
- Learn from the Pros
- Poker Championship at Red Rock
- Poker After Dark
- Poker Equalizer